# 綱井勇介
綱井 勇介（つない ゆうすけ、1996年〈平成8年〉4月4日 - ）は、日本のプロバスケットボール選手。大阪府大阪市出身。B3リーグの徳島ガンバロウズ所属。ポジションはポイントガード。

## 来歴
大阪学院大学高等学校から明治大学に進み、明治大学ピラニアギャングスでプレーする。
2018年に特別指定選手として青森ワッツに加入し、卒業後にプロ契約を結ぶ。2021年オフに3季在籍した青森を離れ、川崎ブレイブサンダースに移籍。川崎ではプレータイムに恵まれず、1季で退団し西宮ストークスへ移籍した。西宮では加入1年目から主力選手として起用され、B2アシストランキングで上位に食い込むなど飛躍の年となった。チーム名が神戸ストークスになった翌年も同チームでプレー。シーズン後半こそ、渡邊翔太にスタメンを譲ったものの、引き続き主力選手として活躍した。
2025年オフ、徳島ガンバロウズに移籍。